# 无部
无部，為漢字索引中的部首之一，康熙字典214個部首中的第七十一個（四劃的則為第十一個）。在傳統漢字與中文簡化字中，其都被歸為四劃部首。无部通常從右方為部字。且無其他部首可用者將部首歸為无部。

## 部首單字解釋
旡：ㄐㄧˋ，飲食時氣逆而呼吸困難。見說文。

## 字形

金文
大篆
小篆

## 名稱
- 漢語：（拼音 wúbù　注音 ㄨˊ ㄅㄨˋ）
- 日語：
- 朝鲜語：

## 字例
| 除部首外之筆劃 | 字例 -{ |
| -------------- | ------- |
| 0              | 无旡    |
| 5              | 既      |
| 7              | 旣      |
| 9              | 旤 }-   |